# Utricularia costata
Utricularia costata är en tätörtsväxtart som beskrevs av Peter Geoffrey Taylor. Utricularia costata ingår i släktet bläddror, och familjen tätörtsväxter. Inga underarter finns listade i Catalogue of Life.